# 釋果東
釋果東（1955年—），尊稱果東法師，俗名余宏仁，台灣佛教比丘，法鼓山退居方丈。

## 生平
果東法師俗名余宏仁，1955年出生在台灣基隆，在家排行第五，父親為煤礦大亨。1993年出家，曾任聖嚴法師侍者、法鼓山僧團男眾部副都監、關懷院監院、法鼓山助念團輔導法師，也是聖嚴法師於2005年傳法的法子之一。
2006年9月，接任聖嚴法師成為第二任法鼓山方丈。2007年，接任法鼓山僧伽大學院長，2009年、2012年、2015年，果東法師續任法鼓山第三、四、五任方丈。
2018年，果東法師傳位予果暉法師。